# Saager (Gemeinden Grafenstein, Ebenthal in Kärnten)
Saager (slowenisch Zagorje) ist ein Ort im Bezirk Klagenfurt-Land in Kärnten. Er liegt am Südfuß der Sattnitz an der Drau. Ursprünglich zur Gemeinde Mieger gehörig, wurde er mit der Gemeindereform 1973 auf die Gemeinden Grafenstein (Katastralgemeinde und Ortschaft) und Ebenthal in Kärnten (Ortschaft) aufgeteilt. Beim Kraftwerk Annabrücke reicht die Ortschaft über die Drau, sodass das Kraftwerk gänzlich in Grafenstein liegt, während beiderseits anschließend die Grenze zu Gallizien längs innerhalb der Drau verläuft.
Der Ort hat 65 Einwohner (Stand 1. Jänner 2024).

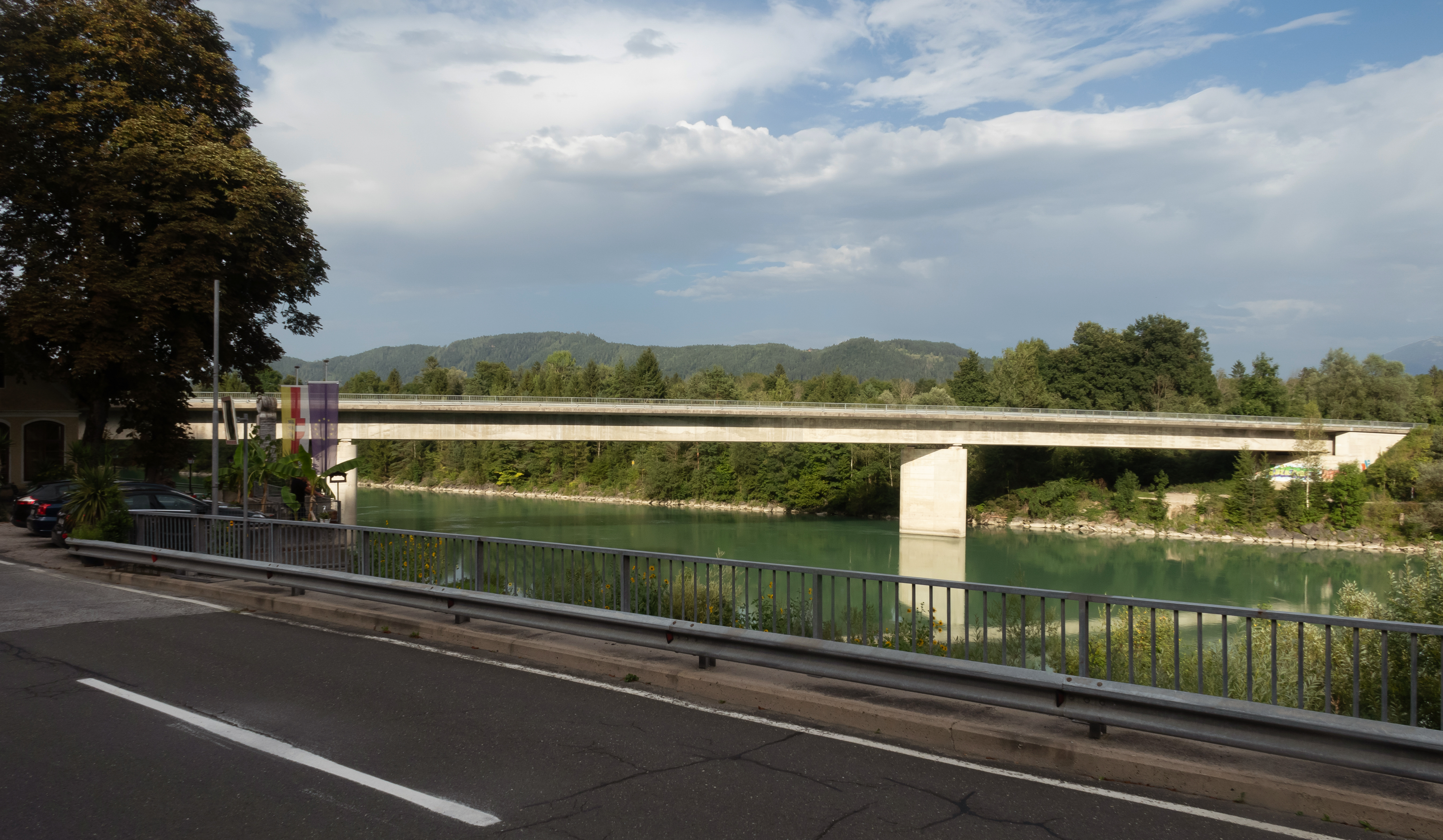
Annabrücke
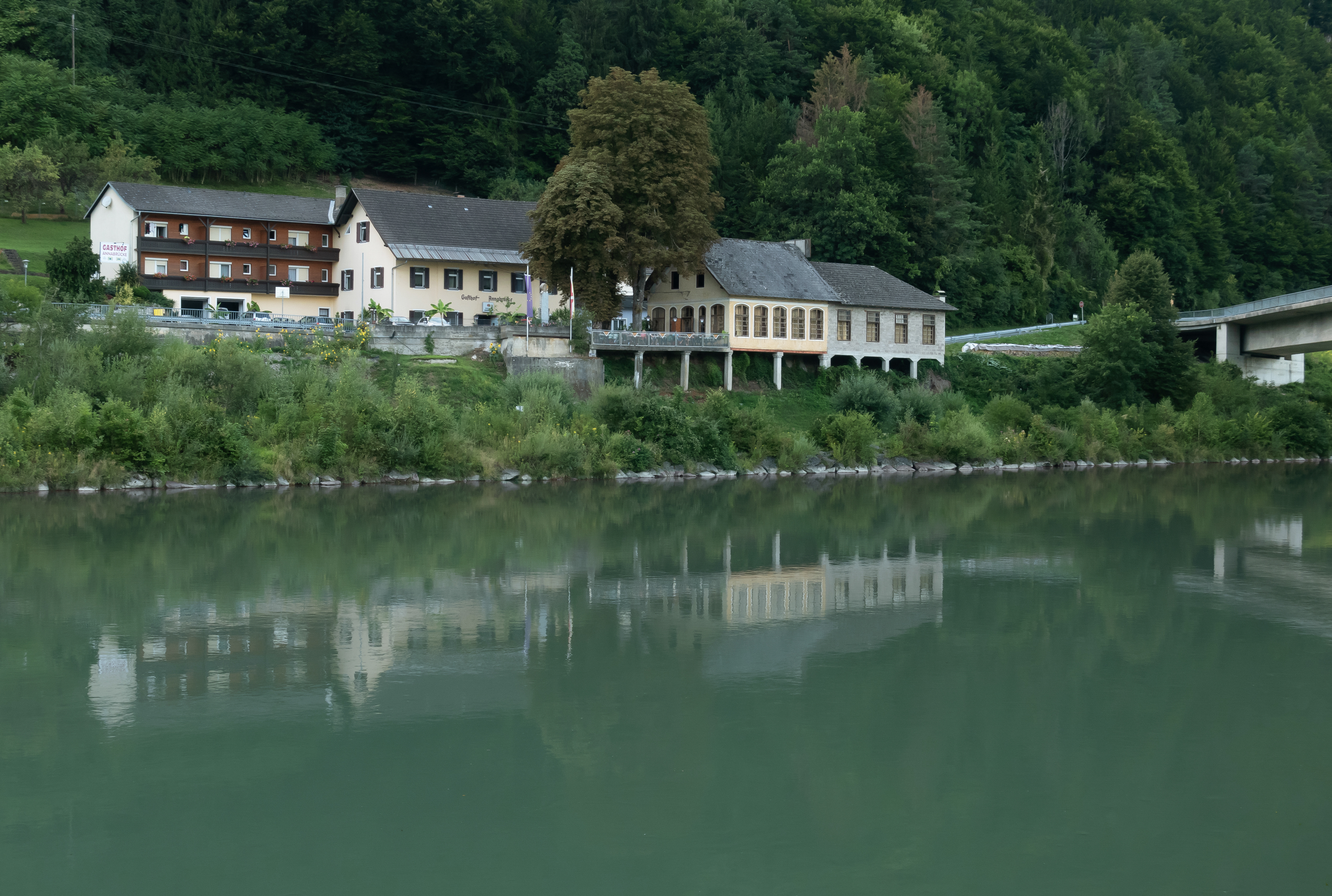
Gasthof die Annabrücke

## Kultur und Sehenswürdigkeiten
- Die Annakirche, eine römisch-katholische Filialkirche der Pfarre Grafenstein steht im Grafensteiner Ortsteil.
- Das Schloss Saager steht gegenüber der Annakirche. Es wurde von Giselbert Hoke mit seiner Gattin Margarethe Stolz-Hoke 1962 erworben und in den Jahren danach restauriert.[3] Es befindet sich heute im Besitz der Erben.

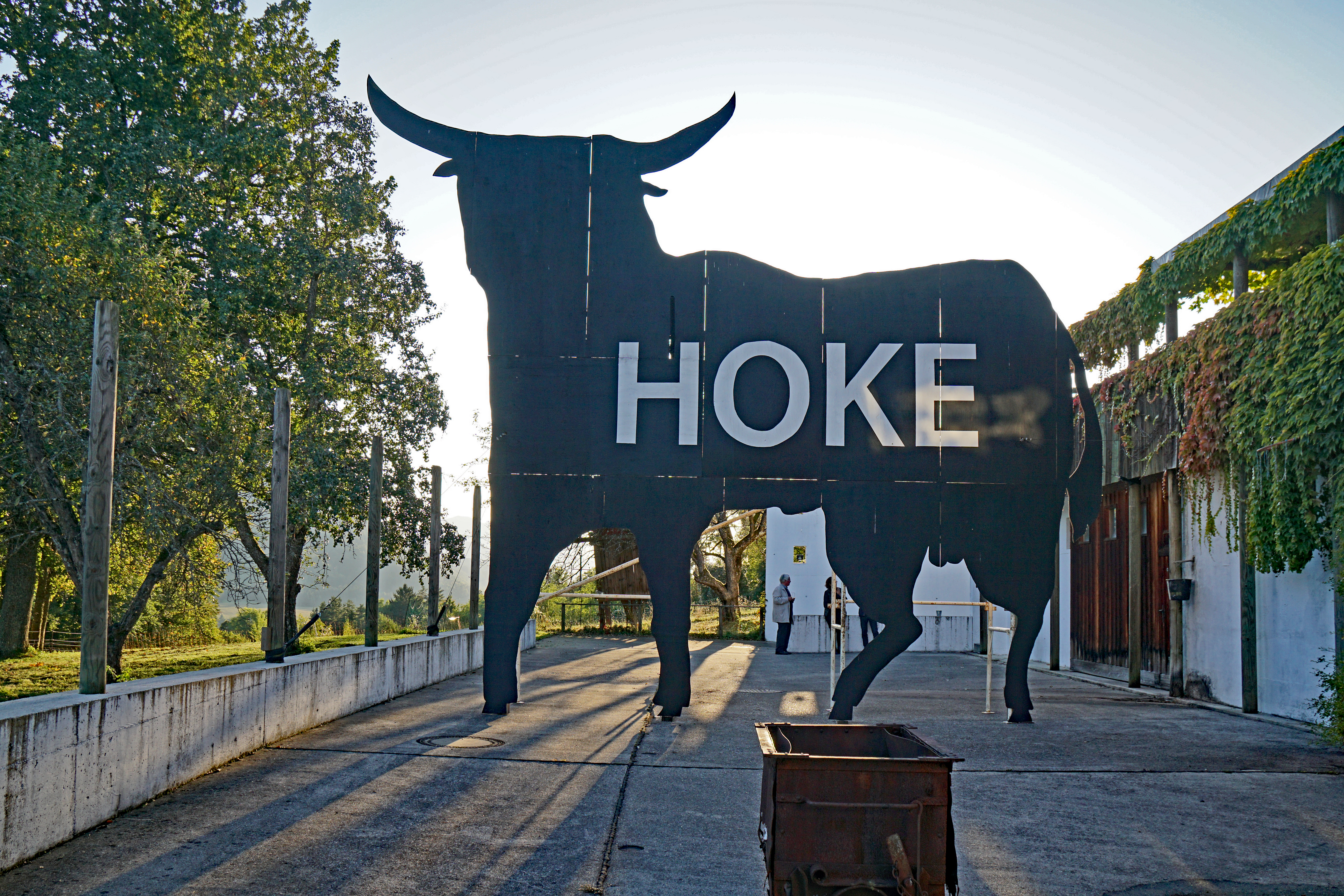
Schloss Saager, Namensschild von Giselbert Hoke
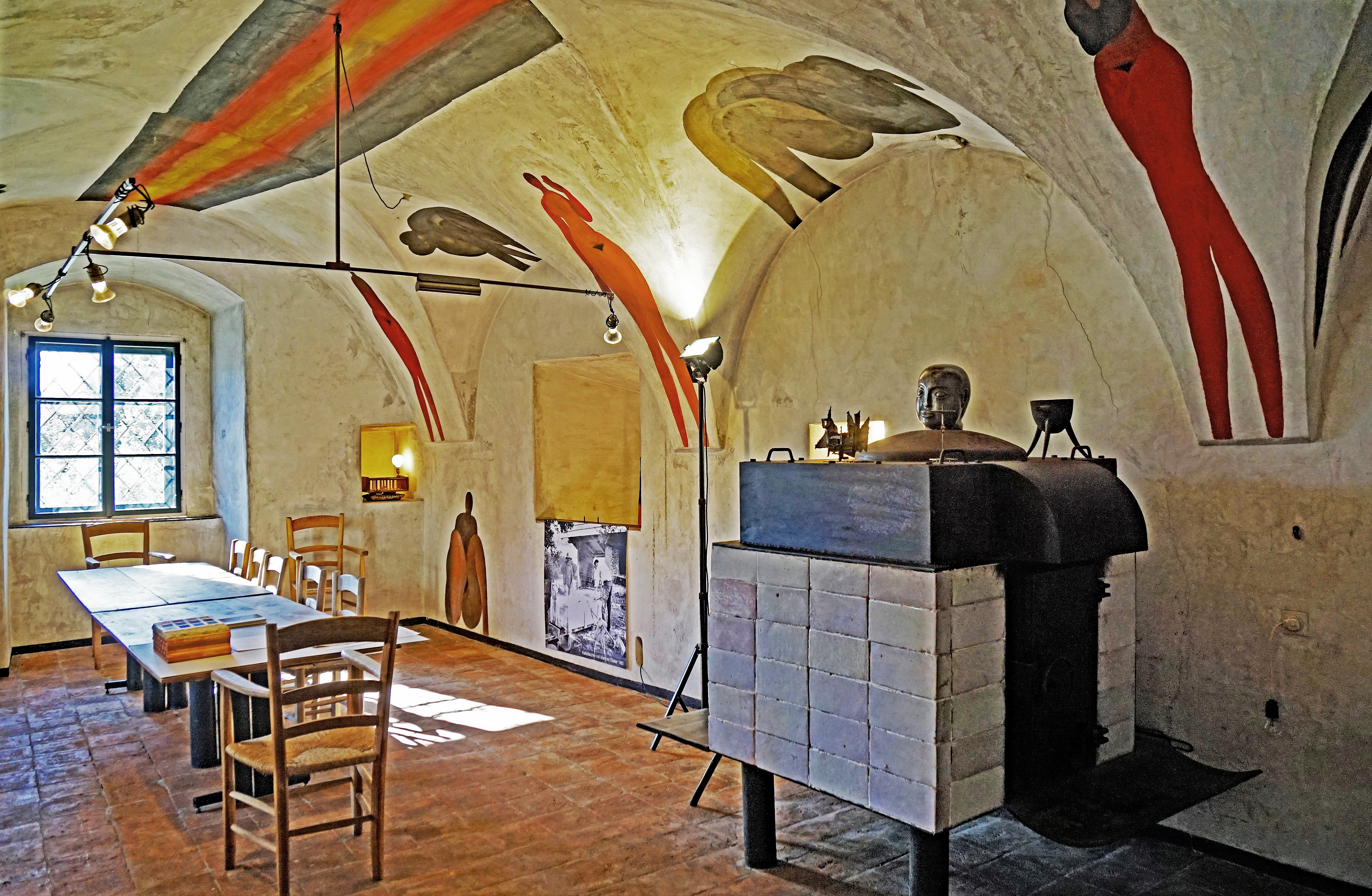
Atelier im Erdgeschoß des Schlosses
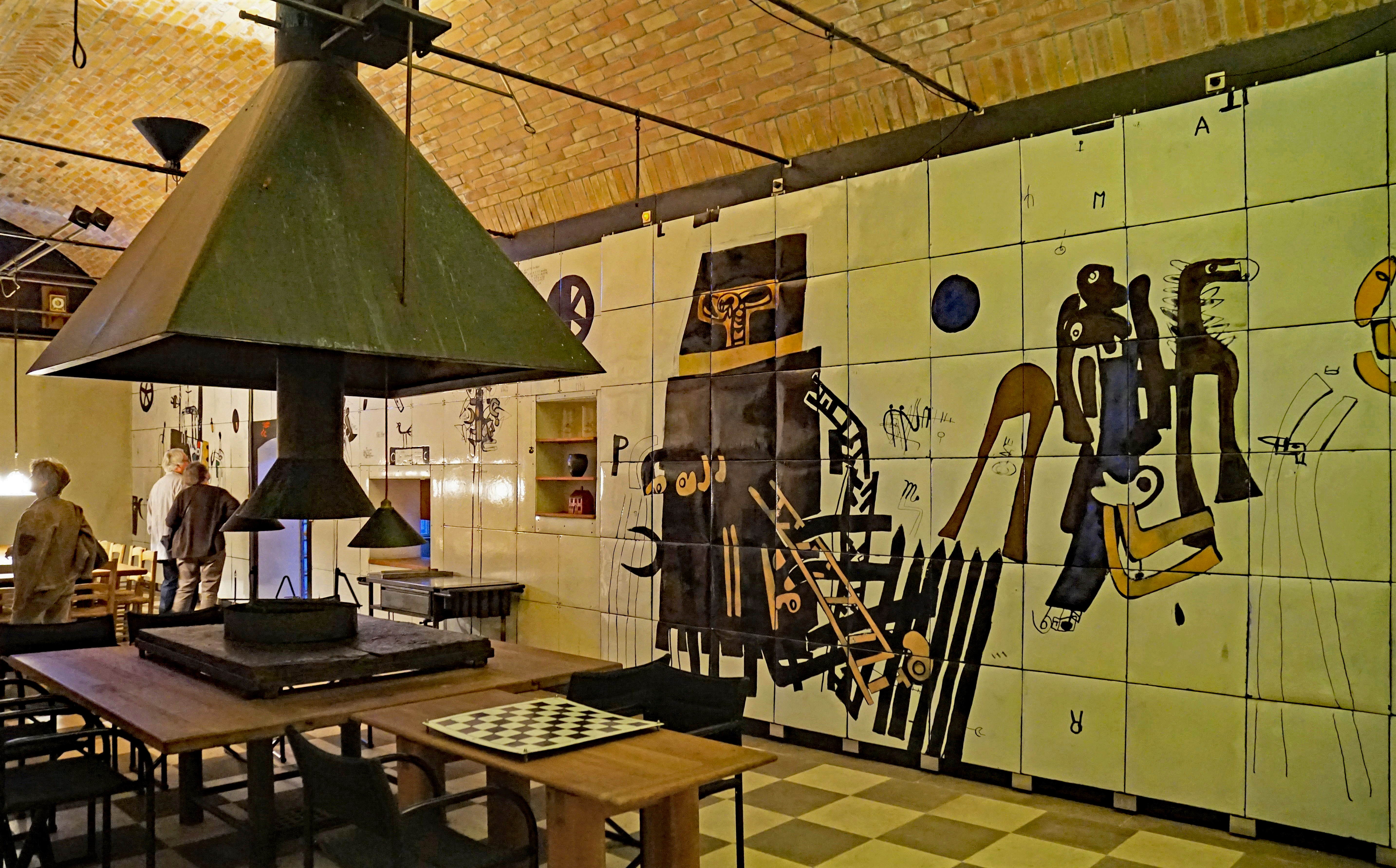
Schloss Saager, Speiseraum im Werkhaus Hokes

## Belege
1. ↑  RIS - Kärntner Gemeindestruktur-Verbesserungsgesetz - Landesrecht konsolidiert Kärnten, Fassung vom 28.05.2018. In: ris.bka.gv.at. Abgerufen am 28. Mai 2018 (Ergibt sich aus §15, §16 und §67).
2. ↑  Statistik Austria: Bevölkerung am 1.1.2024 nach Ortschaften (Gebietsstand 1.1.2024), (ODS, 500 KB)
3. ↑  Wehrbauten in Kärnten. In: wehrbauten.at. Abgerufen am 28. Mai 2018.